# 格闘士ローマの星
『格闘士ローマの星』（かくとうし ローマのほし）は、原作：梶原一騎・画：ふくしま政美による日本の漫画作品。『週刊少年チャンピオン』（秋田書店）にて、1976年50号から1977年32号まで連載された。

## 概要
『巨人の星』『あしたのジョー』『タイガーマスク』『愛と誠』で一時代を築いた梶原一騎と、『女犯坊』『聖マッスル』でその筋骨隆々とした細密な画力が注目されていたふくしま政美が組んだ作品。「週刊少年チャンピオン」で連載されたが、単行本は秋田書店からは出版されず、1979年になってから芳文社から出版された。1999年にはビー・ケー・ビーから再刊されている。
父による猛特訓（巨人の星）、邪悪な支配者と次々に主人公に襲い来る残忍な刺客（タイガーマスク）、優しい心を隠して悪役を演じる主人公（タイガーマスク）、生まれも心も気高いヒロイン（愛と誠）、そしてキリスト教の博愛精神と、梶原一騎作品のエッセンスが盛り込まれた作品となっている。梶原一騎原作による少年誌連載作品の中では『カラテ地獄変』シリーズ等に見られるようなバイオレンス描写が目立つが、珍しくハッピーエンドで完結する作品である。

## あらすじ
西暦60年代のローマ、暴虐無比な皇帝ネロが支配する大ローマ帝国は爛熟の時を迎えていた。市民はコロセウムで連日繰り広げられる格闘士の残酷な闘いに酔いしれていた。
ローマ市民に人気の心優しき格闘士アリオンは、その人気を嫉妬した皇帝ネロの計略により、囚われのカリビア王女・ライザと闘わされ、彼女を公衆の面前で殺す（実は秘術により仮死状態にしただけ）。「女をあやめた人非人」として市民から憎しみを受け、さらにライザの自害により自暴自棄となったアリオンは、残忍な悪役格闘士となってしまった。
血みどろの死闘を続けるアリオンは、キリスト教徒であるロザリア（ライザの妹）と出会い、「汝の敵を愛せよ」という教えにひかれていく。しかし、イエス・キリストの教えに殉じることは彼の死を意味する。アリオンは苦悩しながらも、ネロの差し向けた刺客格闘士と闘い続ける……。

## おもな登場人物
アリオン
ローマ市民に人気の格闘士。父ゴリアスから格闘士としての英才教育を施された。その人気のあまり皇帝ネロから嫉妬され、ネロの計略で「女をあやめた」との汚名を受けることとなり、さらに愛するライザの自害もあって残虐無比な悪役格闘士を演じることになった。ロザリアとの出会いによりキリスト教にひかれるようになり、悩み苦しみながらもネロの差し向ける刺客と闘う。
ゴリアス
アリオンの父で、かつてローマに名声をとどろかせた老格闘士。数々の格闘で得た巨万の富を放蕩の果てに使い果たしてしまう。すっかり落ちぶれた後は息子アリオンに昔日の栄光を取り戻す望みを託し、格闘士としての英才教育を施す。
ライザ
カリビア王国の王女で双剣術の使い手。囚われの身となり、皇帝ネロの計略でアリオンと闘うことになる。アリオンの秘術で仮死状態にされ、ローマから救出されかかるが、アリオンに危険を冒させたくない思いから自害して果てる。
ロザリア
カリビア王国の王女で、ライザの妹。キリスト教に深く帰依し、その教えを広めるためにローマを訪れて、アリオンに出会う。アリオンを姉の仇として憎む一方で、彼に強く心を引かれている。
マシウス
ローマ帝国に滅ぼされたカリビア王国の勇士だったが、キリストを信じるがゆえに非暴力に徹し、現在は王女ロザリアのボディーガードとしてローマで花屋を営んでいる。主人公アリオンと互角に戦うことのできる怪力の持ち主。
皇帝ネロ
ローマ帝国第5代皇帝。母殺し・妻殺しの悪行を行って権力に妄執する。アリオンの人気に嫉妬し、帝国領内各地や果ては東アジアから刺客を呼び寄せてアリオンを抹殺しようと企む。史実では若くして自殺したが、作中では醜い中年皇帝として描かれている。
なお、作中ではナイフとフォークを使って食事をしたり、敗戦国の捕虜をファラリスの雄牛を使って処刑するなど、時代考証に矛盾する描写が多い。